# Ammothella cymosa
Ammothella cymosa is een zeespin uit de familie Ammotheidae. De soort behoort tot het geslacht Ammothella. Ammothella cymosa werd in 1983 voor het eerst wetenschappelijk beschreven door Nakamura & Child. 